# Áfonyás és rekettyés fenyérek

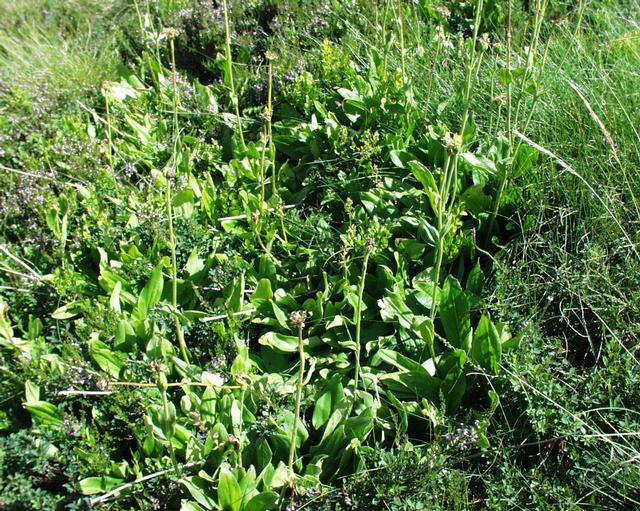
Fenyéren (Vaccinio-Genistetalia) növő hegyi árnika (Arnica montana)

Az áfonyás és rekettyés fenyérek (Vaccinio-Genistetalia) a sovány legelők és félcserjések (Calluno-Ulicetea Br-Bl. et R. Tx. ex Klika & Hadač 1944) növénytársulástani osztályának egyetlen olyan rendje, amelynek társulásai Magyarországon is megtalálhatók.

## Előfordulásuk
Jellegzetesen európai társulások. Az atlantitól egészen a szubkontinentális régióig nőnek. Elterjedési területük súlypontja Északnyugat-Európa; onnan északi és kelet felé egyre ritkábbak. Magyarországon főleg a csapadékosabb nyugati és északkeleti tájakon fordulnak elő.

## Természeti viszonyaik, kialakulásuk
Talajuk podzolosodó barna erdei talaj, podzol vagy savanyú tőzegtalaj és ranker. Csapadékosabb területeken a talajban akár cementált vízzáró réteg, ún. vaskőfok (Ortstein) is kialakulhat. 
Magyarországon többnyire másodlagosak a savanyú talajú lombos erdők és a fenyvesek irtásaiban – és fennmaradásuk is az erdőgazdálkodás következménye; természetes állományai csak szilikát sziklakibúvások környékén és törmeléklejtőkön, valamint lápok szegélyein alakulnak ki. A felnyíló erdőkben a szukcesszió kezdeti fázisában különösen a felszabaduló tápanyagot jól hasznosító csarab, valamint a füvek és más lágyszárúak kerülnek előnybe. Később a hangafélék savanyú avarában keletkező telítetlen humuszsavak kimossák az ásványi sókat, és ettől a talaj fokozatosan leromlik. A termőhely beerdősülését akadályozza a legeltetés, az alomgyűjtés, a gyeptéglavágás, a kaszálás és az égetés; ezek a tevékenységek egyúttal a talaj degradálódását is elősegítik. 

## Szerkezetük, karakterfajaik
Olyan fenyérek, amelyek növényzete főleg törpecserjékből áll – ekképpen az atlanti fenyérek fajszegény változatainak tekinthetők.

## Rendszertani felosztásuk
A rend növénytársulásait három csoportba osztják; ezeknek nemcsak fajkészlete, de elterjedési területe is különböző:
- Empetrion nigrae (Böcher 1943) Schubert 1960 – csoport, Észak-Európa,
- Ulicion minoris Malcuit 1929 – csoport, Nyugat-Európa,
- rekettyés fenyérek (Genistion pilosae) Duvigneaud 1942 – csoportja, Nyugat-Közép-Európa; ide tartoznak a hazai csarabos fenyérek.